# 萬屋錦之介
萬屋 錦之介（よろずや きんのすけ、1932年（昭和7年）11月20日 - 1997年（平成9年）3月10日）は、歌舞伎役者、日本の時代劇・俳優。
前名は中村 錦之助（なかむら きんのすけ）。歌舞伎界から映画界に転じ、当時を代表するスターとなり、その後はテレビや舞台でも活躍した。身長162cm。
中村錦之助時代の屋号は播磨屋、定紋は揚羽蝶で、萬屋錦之介と改名してからの屋号は萬屋、定紋は桐蝶。愛称は錦ちゃん（きんちゃん）。中村プロダクション代表（1968年 - 1982年）。東映俳優クラブ組合委員長（1965年の約3か月間）。
本名は小川 錦一（おがわ きんいち）。小川 衿一郎（おがわ きんいちろう）に改名していた時期もある。

## 概要

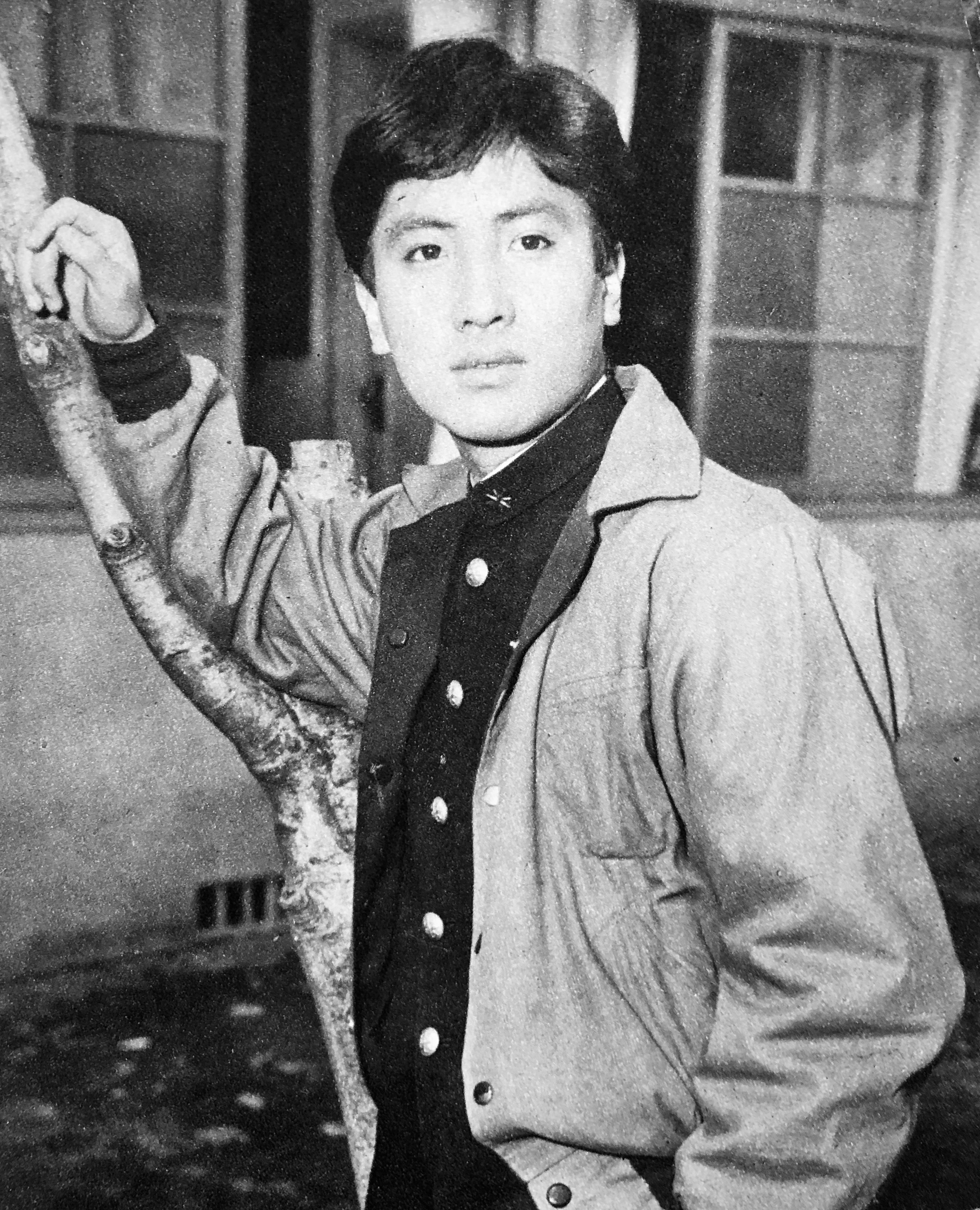
『サンケイグラフ』1955年4月10日号より

満4歳になる直前に、歌舞伎の初舞台を踏み、以降39歳まで中村錦之助を名乗り、1971年10月に小川家一門が屋号を播磨屋から「萬屋」に代えた1年後の1972年11月、40歳を迎えた時に芸名を萬屋錦之介に改めた。
父は三代目中村時蔵。伯父に初代中村吉右衛門、叔父に十七代目中村勘三郎がいる。俳優の中村嘉葎雄は弟で、五代目中村歌六、三代目中村又五郎、五代目中村時蔵、二代目中村錦之助、二代目中村獅童はそれぞれ甥にあたる。母・ひなは、売れっ子だった赤坂芸者。
妻はいずれも女優の有馬稲子（初婚）、淡路恵子（再婚）、甲にしき（再々婚）。長男で俳優の島英津夫と、芸能人ではない次男は淡路の連れ子である。実子は淡路との間に三男の小川晃廣 と四男の小川哲史。

## 略歴

### 歌舞伎役者時代
暁星小学校卒、旧制暁星中学校を2年で中退。初名は中村 錦之助。父時蔵は吉右衛門劇団立女形で、歌舞伎役者の御曹司として、1936年11月歌舞伎座で初舞台。長兄・種太郎（のち二代目中村歌昇）、次兄・梅枝（のち四代目中村時蔵）、三兄・初代中村獅童と同時で、満4歳であった。女形・立役（男役）ともに務めて歌舞伎界にて役者修業を積んでいた。
特に可憐な女形として人気を集めるなど評価が高かったが、四男であり、歌舞伎界で主役級俳優を目指すのは困難な状況で端役に甘んじることが多かった。すると、当時美空ひばりを抱え、その相手役として若手男優を探していた新芸術プロから映画界へのスカウトを受け、錦之助は転身を考えた。しかし歌舞伎役者たちによる「映画転出は許さない」との抗議が殺到したように、当時の梨園では「役者たちに歌舞伎・映画両方での活動を許せば、映画で人気を得た若造たちに梨園の秩序をかき乱される」という見方が大勢であり、父の時蔵であっても「中途半端はいけない。映画界に行くなら歌舞伎を辞めて行きなさい。もし映画で失敗しても歌舞伎に戻ることは許さない」と錦之助に決断を迫ったといわれている。

### 映画界に転向

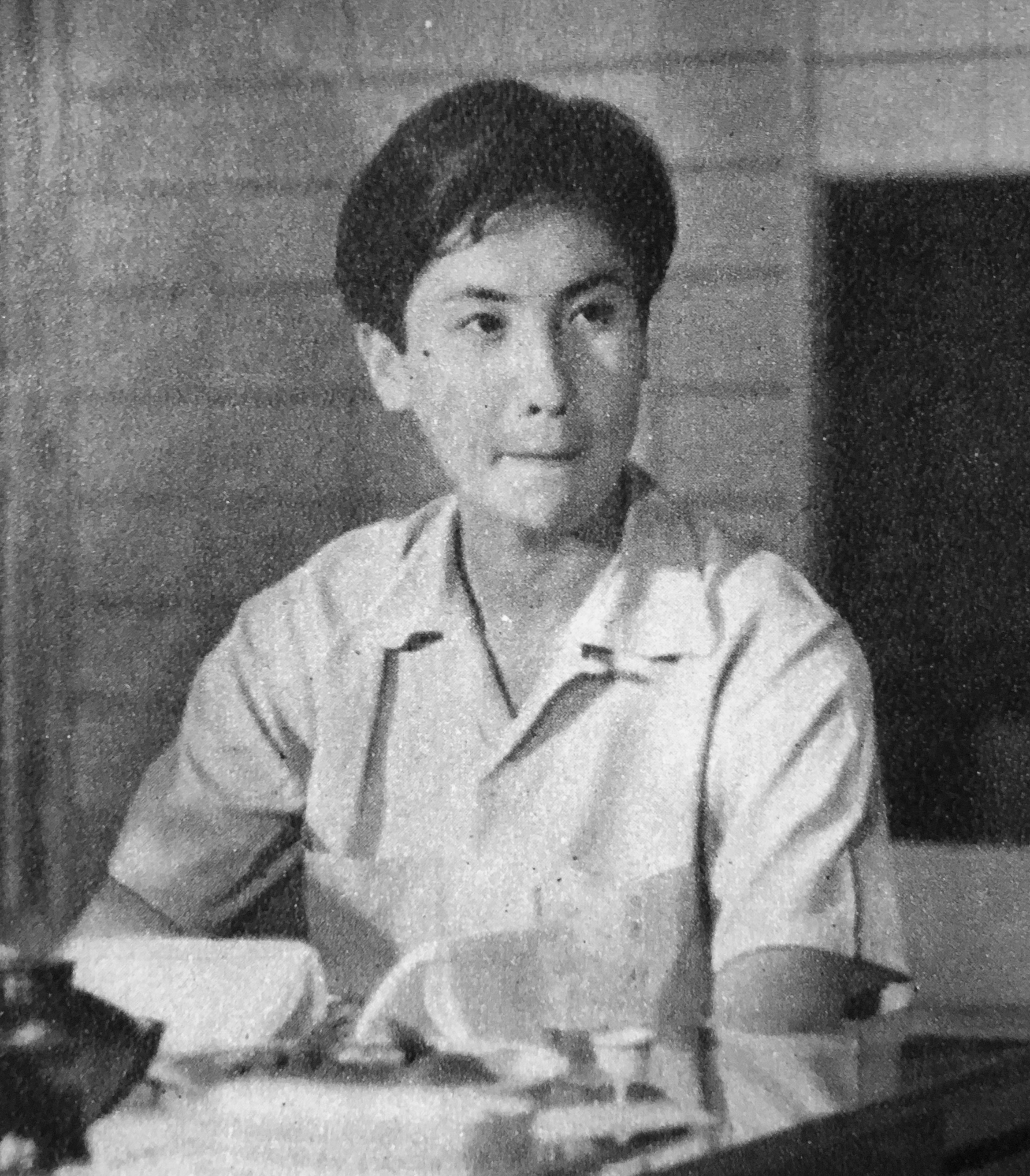
1954年

結局、歌舞伎を断念する道を選んだ錦之助は、1953年11月15日歌舞伎座子供かぶき教室『菊畑』の虎蔵実ハ牛若丸を歌舞伎卒業公演として、1954年2月に映画界に転向する。錦之助と弟の賀津雄（嘉葎雄）が東映入りすると、三兄の初代中村獅童も梨園を去って、弟たちを東映のプロデューサーとして支えた。波紋を呼んだ錦之助の映画への転身だったが、この当時にすでにスターだった美空ひばり側の勧誘だったことも事態に負の要素となったといわれる。その証左に、錦之助が映画で名を成してから父を数本の映画に出演させたが、その際に父は特に歌舞伎をやめる必要はなかったことが挙げられる。
美空ひばりとの共演作（新芸術プロ作品『ひよどり草紙』）で映画デビューの後、新東宝を経て東映に移籍。甘いマスクで注目されたこともあり同社製作の映画『笛吹童子』、『紅孔雀』に出演し、立て続けの大ヒットにより一躍スターとなり全国で「錦ちゃん」ブームが巻き起こった。以降は大川橋蔵や市川雷蔵、東千代之介らと共に「二スケ二ゾウ」と呼ばれ東映時代劇の看板スターとなり、日本映画界の全盛期を支えた。『一心太助』シリーズ、『宮本武蔵』シリーズは当たり役となり、特に武蔵役はライフワークとなった。

### テレビに進出、舞台復帰
昭和30年代後半からテレビに人気を奪われ始めた映画産業の斜陽化に合わせて、錦之助はテレビ作品への進出を図る。1965年に東映京都撮影所に東映俳優労働組合が結成されると、後輩たちから打診されて委員長に就任した。しかし、翌1966年に東映内部の労働争議を収拾できなかったこともあり東映を退社。1968年に「中村プロダクション」を設立して独立し、本格的にテレビ時代劇の世界に進出した。この頃の出演ドラマとして、『子連れ狼』や『破れ傘刀舟悪人狩り』、『破れ奉行』、『長崎犯科帳』、『破れ新九郎』等がある。
1956年の小川家による地方巡業『お祭』『仮名手本忠臣蔵 八段目道行旅路の嫁入』で舞台に復帰。毎年6月に東京・歌舞伎座で定期興行を打っていた。なお歌舞伎座での興行でありながら、錦之助の演目はほとんどが歌舞伎ではない新作時代劇であり、歌舞伎であっても全てが明治以降に作られたいわゆる「新歌舞伎」であった。本人も古典・伝統歌舞伎をやるつもりはなく、「子別れ（浄瑠璃、歌舞伎演目の一つである"恋女房染分手綱"のこと）なんてできねぇよ」と言っていた。
映画界入り後に舞台をつとめた歌舞伎の演目は次のとおり。
- 『紅葉狩』（1971年）
- 真山青果『元禄忠臣蔵 御浜御殿綱豊卿』（1972年）
- 真山青果『頼朝の死』（1973年、1982年）
- 真山青果『新門辰五郎』（1976年）
- 岡本綺堂『番町皿屋敷』（1974年）
- 河竹黙阿弥『極付幡随長兵衛』（1980年、1994年）
- 『お祭』（1956年地方巡業）
- 『仮名手本忠臣蔵 八段目道行旅路の嫁入』（1956年地方巡業、1994年）。

復帰狂言『お祭』は、大向うの「待ってました！」掛け声の後に役者が「待っていたとはありがてえ」という、復帰にからめたお馴染みのもの。『道行旅路の嫁入』は本人は「ごちそう」（特別出演）として一瞬登場するだけである。最晩年の1994年に演じた『極付幡随長兵衛』の長兵衛役は二代目吉右衛門のを忠実に演じたが、水野役の片岡孝夫（十五代目仁左衛門）とは子役時代からの友人である関係から、錦之介は「孝夫ちゃんと一緒にできる」と久々の共演を楽しんでいた。また、レコード歌手としてもデビューし、「やくざ若衆」「いろは小唄」などの曲をリリースし、「錦ちゃん祭り」というライブ・イベントを各地で開催した。

### 萬屋錦之介への改名、さらなる活躍
1971年10月、歌舞伎座の三代目中村時蔵十三回忌追善興行で「小川家」で一門をなすことを宣言し、屋号を萬屋に、定紋を桐蝶に改めた。翌1972年に自身の芸名も中村錦之助から「萬屋 錦之介」と改めた。この際、名を占い（姓名判断）により「錦之助」を「錦之介」と変えている。
1978年の『柳生一族の陰謀』で主演したが、錦之介が12年ぶりに東映に復帰した作品となった。錦之介演じる柳生但馬守宗矩の「夢でござる」という台詞は話題になり、作品も大ヒットとなった。大島渚は「錦之介が久々に『柳生一族の陰謀』を当てたが、これは錦之介の情熱だった。客は選択眼が鋭い。その映画にかかっている情熱を直感する」と評している。
1979年、テレビ朝日開局20周年記念番組『赤穂浪士』で主演を務めた。錦之介は沢島忠に「45歳になったら必ず大石内蔵助をやります。その時は監督をして欲しい」と依頼していたという。この作品で錦之介は、舞台・映画・テレビの全てで内蔵助を演じたことになった。

### トラブル続きの晩年
先述の通り1968年に「中村プロダクション」を設立したが、社内にしっかりとした金の管理をできる者がいなかったことに加えて、人を信用しすぎる錦之介の人柄も相まって次第に経営が傾いていく。結果、1982年2月に15億円もの莫大な借金を抱えて事務所は倒産し、萬屋の別荘や自宅も人手に渡った。
事務所倒産から3か月後に出演した歌舞伎公演の最中に倒れ、首の筋肉が麻痺する重症筋無力症と診断されて入院。さらに同年8月には呼吸困難に陥り胸腺腫摘出手術をし、長期入院を経て同年11月退院。翌1983年に重症筋無力症を克服し、1984年の「時代劇スペシャル 子連れ狼」で1年半ぶりに仕事を再開。悪いことは続き1990年には、右目角膜剥離を発病。また、この間に自身の不倫が発覚、三男が亡くなった（#家族（妻と子供たち）参照）。
1996年に、翌年放送予定の『毛利元就 (NHK大河ドラマ)』の尼子経久役での出演が決まり製作発表の会見に臨むも、後日咽頭癌を発症し同役を降板した。その後舌の付け根を大きく切除する手術を受けて、舞台に立つことを夢見てリハビリに励んだ。しかし1997年3月10日14時41分、入院先の千葉県柏市の国立がんセンター東病院で肺炎のため死去。64歳没。墓所は鎌倉市鎌倉霊園。

### 主な受賞
1958年の映画『一心太助 天下の一大事』でブルーリボン賞大衆賞受賞。1963年の映画『武士道残酷物語』でブルーリボン賞主演男優賞受賞。1982年、牧野省三賞受賞。1996年には、長年の芸能活動を文化庁から表彰される。また、2000年に発表された『キネマ旬報』の「20世紀の映画スター・男優編」で日本男優の9位、同号の「読者が選んだ20世紀の映画スター男優」も同じく第9位になった。

## 人物

### 役者としての姿勢、普段の人柄など

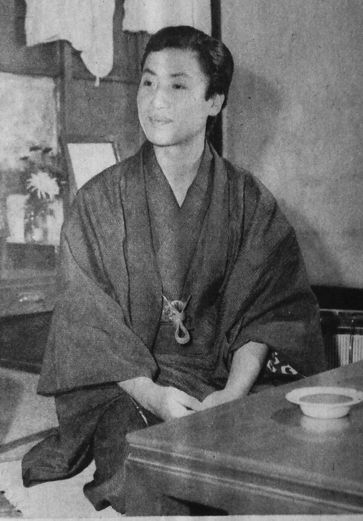
1954年

生前の錦之介を知る人の話を総合すると、相当な凝り性だったと言われる。
『子連れ狼』で拝一刀を演じたときには、同田貫の使い手である一刀に影響されてか、同田貫一門の刀コレクションを始め、多い時にはその数が数百本に達したという。また、占いにも凝っていたらしく、『ウルトラセブン』のモロボシ・ダン役で知られる森次浩司が森次晃嗣に改名したのも、占い好きの彼の助言によるという。
また、自身も方位学に凝り、ひどい時には、方角が悪いといって、方違えのために家に帰らず、ホテルに泊まることもしばしばであったという。その結果、女優の甲にしきとの不倫関係となる(後述)。
演技への情熱とその研究熱心な姿から「芸の虫」と呼ばれた。時代劇の殺陣は「刀の重みが表現できていない」として、動きに説得力を持たせるため警視庁で居合を教える達人に弟子入りまでした。
台本の台詞を完璧に頭に入れることを重視していた。数多く時代劇で共演したせんだみつおによると、萬屋は舞台の千秋楽の日も時間を見つけては大量のメモを書いた台本をじっと読んでいた。せんだが「覚えてるんだから、もう読まなくていいでしょ」と言うと、「僕が君にこの台詞を言うのはいつも初めてなんだよ」と返されたとのこと。これは「役者は毎日舞台に立つが客にとってはその舞台は一度きり。決して慣れがあってはいけない」との考えによるものとされる。
テレビ時代劇では、錦之介は午後3時までしか撮影しないのが不文律となっており、オープン・セットやロケーションのナイト・シーンは、すべて〈ツブシ〉と呼ばれる擬似夜景で撮られた。そのため、夜間撮影は錦之介以外のシーンに限られ、実際は殆ど無く、スタッフの間では「早く帰れる」と好評だった。
役者としては自分に厳しい試練を課す一方、普段はその明るく気さくで豪快な性格から俳優仲間や裏方のスタッフなど、多くの人たちから「錦兄ィ」（きんにい）「錦ちゃん」と慕われ、親しまれた。また、家では非常に子煩悩な性格だった。

### 対人関係

#### 家族（妻と子供たち）

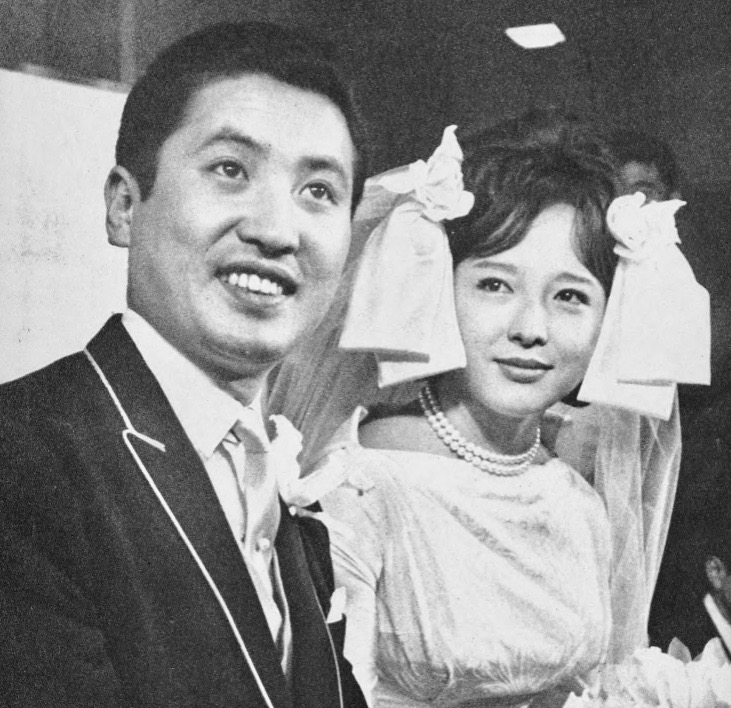
1961年11月27日、有馬稲子との結婚式が開かれた。

3度の結婚を経験しており、妻はいずれも女優の有馬稲子（初婚）、淡路恵子（再婚）、甲にしき（再々婚）。
一人目の妻・有馬稲子との出会いは、1958年に当時有馬が持っていた雑誌の対談記事のゲストとして錦之助が呼ばれたのが最初。そこで意気投合した後、翌年映画で共演すると撮影期間中に交際を申し込んで有馬と付き合うようになり、1961年11月に結婚。しかし結婚後錦之助が毎晩共演者やスタッフを連れ帰っては自宅で宴会状態となり、有馬との夫婦水入らずの時間が全然なかったことなどが原因で1965年に離婚。また、有馬の話によると、梨園の妻であった母親の存在が大きく、錦之助だけでなく、姑である母親の顔色もうかがわねばならなかったのも原因の一つとされる。また、屋号を萬屋にしたのは、母親の意向が強かったためとも言われている。
1966年に二人目の妻・淡路恵子と再婚し、錦之助は彼女の連れ子である長男と次男に加え、彼女との間にできた実子の三男と四男の計4人の父親となる。当時錦之助夫妻の近所で暮らし家族ぐるみの付き合いがあった森次晃嗣によると、先述の「午後3時までしか撮影しない」理由の一つとして、錦之助は「妻や子どもたちと夕食を囲み、川の字になって寝たい」との思いがあったとのこと。
その後淡路は、重症筋無力症で長期入院した錦之介を妻として献身的に看病しながら金銭的にも支え続け1984年の俳優復帰に繋げた。しかしその後錦之介は、宝塚歌劇団出身で退団後女優活動をしていた甲にしきとの不倫が原因で1987年に淡路と離婚し、1990年に甲と再々婚することとなった。
ちなみに4人の息子たちはその後、芸能人にならなかった次男を除き長男の島英津夫を筆頭にいずれも俳優になった。しかし三男の小川晃廣は、1990年にバイク事故死。四男の小川哲史は萬屋吉之亮の芸名で活動するも2004年に窃盗罪・家宅侵入罪で実刑判決を受けた後、2010年に自殺している。

#### その他の人とのエピソード
歌舞伎界と別れた後も、いくつかの関わりを持っている。甥の二代目中村獅童が襲名披露をする際は、自ら後見人を買って出て口上を述べ、歌舞伎界で後ろ盾のない獅童の力になろうとした。
世界的スターである三船敏郎が取締役の三船プロダクションが製作する映画の常連であり、三船との共演も多かった。
中村玉緒の後の回想によると、錦之介が亡くなったことを知った勝新太郎が「俺の兄弟の一人がいなくなってしまった」と語り、癌で闘病中だった自らの体調の悪化もあって錦之介の葬儀への参列を果たせずに残念がっていたという。ちなみに勝は錦之介が亡くなったわずか3か月後に他界している。
溺愛する息子達が子供だったころ『仮面ライダー』の大ファンだった息子達から、「父ちゃんは偉い役者だって言うけど、仮面ライダーに出てないじゃないか!」と言われた。すると錦之助は、『仮面ライダー』出演を本気で東映にオファーし、東映のスタッフ達を絶句させた。当時はこういった大御所の俳優が特撮番組に出演することはあまり前例がなかったため、出演は叶わなかったが、息子達のために、地獄大使を演じていた友人の俳優・潮健児に頼んで、その衣装で潮に家に来てもらったことがあるという。
主演ドラマ「子連れ狼」の撮影期間中、大五郎役を演じた子役の西川和孝を毎日のように自宅に招き交流を図った。

### 趣味・社会活動
大の野球好きで、1955年に自らの草野球チーム「錦ちゃん」を結成した。巨人ファンで長嶋茂雄夫妻の結婚披露宴に出席したり、元プロ野球選手の王貞治とは自宅が近所ということから、家族ぐるみの付き合いをするなど交流があった。一方ではプロ野球阪神タイガースのファンでもあり、阪神の選手とも家族ぐるみの付き合いをしていた。
釣り好きで特にモロコ釣りに凝っており、時には生態を見るため水族館に通い詰めたほどだった。
日本中央競馬会にも馬主登録をしており、中山金杯に優勝したヨロズハピネスなどを所有していたことでも知られる。
愛犬家で、自ら犬の散歩をした他、晩年は年末年始に愛犬2匹を連れて沖縄や与論島などの島々を旅していた。
1967年4月に行われた東京都知事選挙では、社会・共産両党推薦の美濃部亮吉を応援した。陣営は萬屋が吹き込んだ「美濃部支持」のテープを、同日日程で行われた区議会議員選挙の候補者の街宣車に積み込み、「美濃部、美濃部」の萬屋の連呼を都民の耳にこだまさせた。

## 屋号「萬屋」
萬屋は1971年に新しく制定した小川家の屋号である。もともとは、小川かめ（嘉女）の生家「小川吉右衛門」家（屋号「萬屋」）にちなんだものである。小川吉右衛門家は、「萬屋」という屋号で代々市村座の芝居茶屋をしていた。つまり歌舞伎の関係者であった。
小川吉右衛門の娘であるかめは、三代目中村歌六の妻であり、初代中村吉右衛門（波野家を継ぐ）、三代目時蔵（小川家を継ぐ）の母であり、錦之介ら小川家5兄弟の祖母である。次男三代目時蔵のみあえて母の実家の姓を名乗った。三代目時蔵はそればかりでなく、小川家ごと「播磨屋」を脱して単独で屋号「萬屋」を名乗りたい意向を持っていたが、自身は果たせなかった。錦之介ら遺児たちが1971年に「萬屋」を名乗ったのは、両家がもはや一門をなさないという主張であり、吉右衛門家への対抗意識による。
「萬屋」はそもそも中村吉右衛門家・小川家共通のルーツである。このことは中村吉右衛門家も強く意識していた。二代目中村吉右衛門は初名を中村萬之助と名乗った。また吉右衛門の弟子筋にも「萬（万）」の字をつけさせた（中村万之丞など）。しかし、小川家が「萬屋」となった後は、中村吉右衛門家は「萬」の字を使わないようになったのである（例：中村万之丞は中村吉之丞と改めた）。
しかし2010年9月、前年に二代目中村又五郎が他界したため、本家ともいえる播磨屋が二代目吉右衛門とその門弟だけになるという状況となり、播磨屋の衰退を危惧した五代目中村歌六と三代目中村又五郎の兄弟一門は、ふたたび屋号を播磨屋に戻している。

## 名跡「中村錦之助」
錦之助は生前、母・小川ひなから、父や早世した兄の名跡「中村時蔵」の五代目を襲名するよう再三懇願されたが、本人は拒否を貫いた。錦之助の名は本名の「錦一」に由来するもので、過去での歌舞伎に由来を持たない、本人独自のものである。この名を歌舞伎・映画俳優時代を通じて名乗り続け、1972年に萬屋錦之介と改名した。
彼の息子は歌舞伎界には入らず、映画界に入ったものの大成せず、三男は交通事故死、四男が不祥事の末に自殺という結末だった。かつ、「中村錦之助」は歌舞伎の興行会社・松竹から離れ映画会社・東映で大成した名であり、名跡として復活しない名前と言われ続けていた。歌舞伎における軽い位置づけと裏腹に、映画界ではこの名の存在感があまりに重過ぎるため、このこともまた名跡復活にあたって壁であった。
結局「中村錦之助」の名は、死後10年経った2007年4月2日、東京歌舞伎座の大歌舞伎興行で、次兄・四代目中村時蔵の次男で、自身の甥である中村信二郎が、『鬼一法眼三略巻・菊畑』の虎蔵実は牛若丸と『双蝶々曲輪日記・角力場（すもうば）』の長吉、与五郎で二代目錦之助を襲名し、名跡として復活させた。「菊畑」の虎蔵実は牛若丸は初代が歌舞伎役者時代、最後に務めたゆかりある役どころである。
二代目錦之助はこの「錦之助」の名跡を「歌舞伎では大したことのない名前」「（映画界において大成した）中村錦之助という名を歌舞伎に戻すのが私の役割」と語っている。萬屋は新興の一門であるにもかかわらず、男子に恵まれており、歌舞伎俳優となった者も多かったことから、「錦之助」以外のゆかりある名跡や名前は現在も全て使われている。

## 出演作品

### 映画

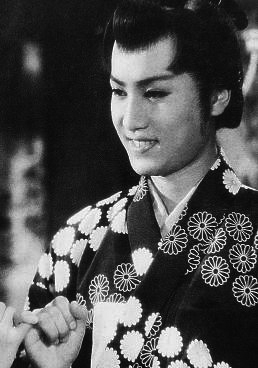
『あばれ振袖』（1955年）

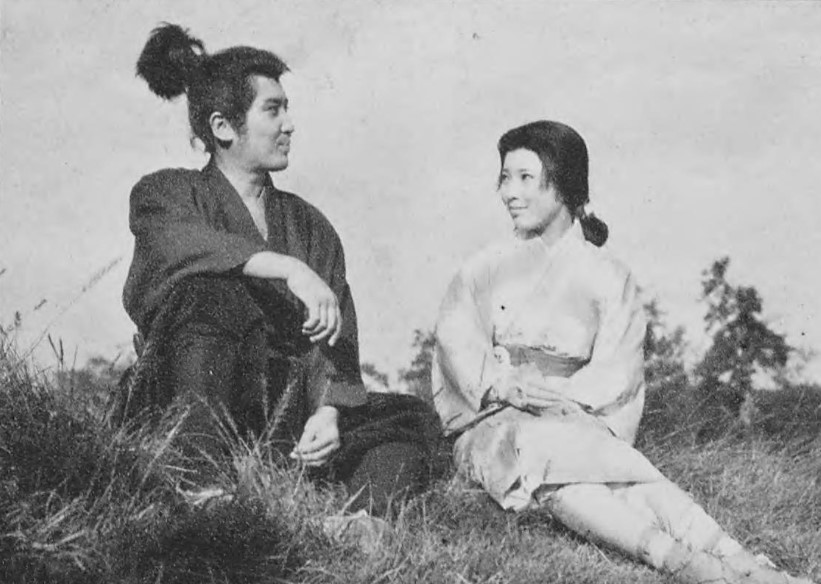
『宮本武蔵 般若坂の決斗』（1962年）

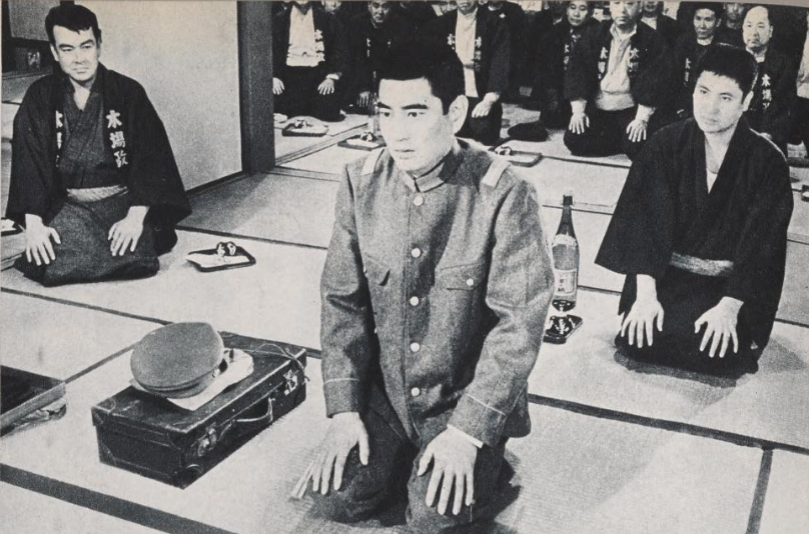
『日本侠客伝』（1964年）

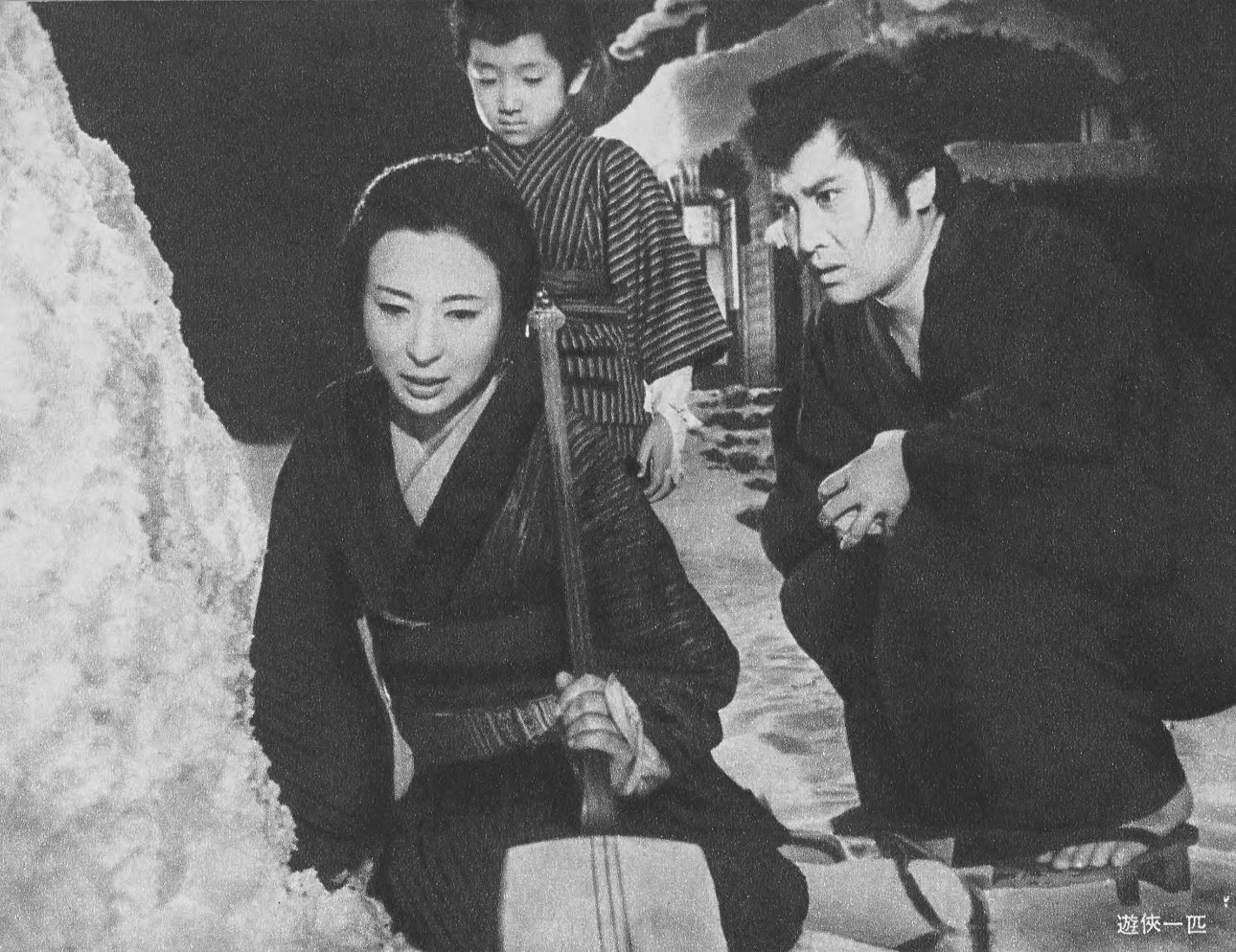
『沓掛時次郎 遊侠一匹』（1966年）

1. 1954年02月10日 ひよどり草紙 / 制作：新芸術プロ
2. 1954年03月24日 花吹雪御存じ七人男 / 制作：新東宝
3. 1954年04月27日 新諸国物語 笛吹童子 第一部どくろの旗 / 制作：東映京都 役名：菊丸
4. 1954年05月03日 唄しぐれ おしどり若衆 / 制作：東映京都
5. 1954年05月03日 新諸国物語 笛吹童子 第二部幼術の闘争 / 制作：東映京都 役名：菊丸
6. 1954年05月10日 新諸国物語 笛吹童子 第三部満月城の凱歌 / 制作：東映京都 役名：菊丸
7. 1954年05月31日 里見八犬伝 第一部 妖刀村雨丸 / 制作：東映京都
8. 1954年06月08日 里見八犬伝 第二部 芳流閣の龍虎 / 制作：東映京都
9. 1954年06月15日 里見八犬伝 第三部 怪猫乱舞 / 制作：東映京都
10. 1954年06月22日 里見八犬伝 第四部 血盟八剣士 / 制作：東映京都
11. 1954年06月29日 里見八犬伝 完結篇 暁の勝鬨 / 制作：東映京都
12. 1954年08月01日 唄ごよみいろは若衆 / 制作：東映京都 役名：稲葉弥之助
13. 1954年09月07日 八百屋お七 ふり袖月夜 / 制作：東映京都
14. 1954年09月21日 お坊主天狗 前篇 / 制作：東映京都
15. 1954年10月12日 お坊主天狗 後篇 / 制作：東映京都
16. 1954年11月08日 満月狸ばやし / 制作：東映京都 役名：豆太郎、絃之介
17. 1954年11月22日 新選組鬼隊長 / 制作：東映京都
18. 1954年12月27日 新諸国物語 紅孔雀 第一篇 / 制作：東映京都
19. 1955年01月03日 新諸国物語 紅孔雀 第二篇 呪いの魔笛 / 制作：東映京都
20. 1955年01月09日 新諸国物語 紅孔雀 第三篇 月の白骨城 / 制作：東映京都
21. 1955年01月15日 勢ぞろい喧嘩若衆 / 制作：東映京都
22. 1955年01月15日 新諸国物語 紅孔雀 第四篇 剣盲浮寝丸 / 制作：東映京都
23. 1955年01月21日 新諸国物語 紅孔雀 完結篇 廃墟の秘宝 / 制作：東映京都
24. 1955年02月13日 越後獅子祭 やくざ若衆 / 制作：東映京都
25. 1955年04月19日 青春航路 海の若人 / 制作：東映東京 役名：山里英一郎
26. 1955年05月24日 あばれ纏千両肌 / 制作：東映京都
27. 1955年07月30日 源義経 / 制作：東映京都
28. 1955年09月20日 紅顔の若武者 織田信長 / 制作：東映京都
29. 1955年10月09日 獅子丸一平 / 制作：東映京都
30. 1955年10月17日 続獅子丸一平 / 制作：東映京都
31. 1955年11月22日 あばれ振袖 / 制作：東映京都
32. 1956年01月03日 羅生門の妖鬼 / 制作：東映京都 役名：平三郎敦時、小百合、茨木、僧智籌
33. 1956年01月15日 晴姿一番纏 / 制作：東映京都
34. 1956年01月15日 赤穂浪士 天の巻 地の巻 / 制作：東映京都 役名：小山田庄左衛門
35. 1956年02月11日 獅子丸一平 第三部 / 制作：東映京都
36. 1956年03月15日 続源義経 / 制作：東映京都
37. 1956年04月19日 悲恋 おかる勘平 / 制作：東映京都
38. 1956年04月25日 異国物語 ヒマラヤの魔王 / 制作：東映京都
39. 1956年05月03日 異国物語 ヒマラヤの魔王 双竜篇 / 制作：東映京都
40. 1956年05月11日 異国物語 ヒマラヤの魔王 日月篇 / 制作：東映京都
41. 1956年07月05日 「薄雪太夫」より 怪談 千鳥ケ淵 / 制作：東映京都 役名：美之助
42. 1956年08月08日 青年安兵衛 紅だすき素浪人 / 制作：東映京都
43. 1956年10月09日 危し！獅子丸一平 / 制作：東映京都
44. 1956年10月17日 曽我兄弟 富士の夜襲 / 制作：東映京都
45. 1956年10月24日 獅子丸一平 完結篇 / 制作：東映京都
46. 1956年12月26日 新諸国物語 七つの誓い 黒水仙の巻 / 制作：東映京都
47. 1957年01月03日 新諸国物語 七つの誓い 奴隷船の巻 / 制作：東映京都
48. 1957年01月03日 任侠清水港 / 制作：東映京都
49. 1957年01月09日 新諸国物語 七つの誓い 凱旋歌の巻 / 制作：東映京都
50. 1957年02月12日 青雲の鬼 / 制作：東映京都
51. 1957年03月20日 雨の花笠 / 制作：東映京都
52. 1957年04月16日 源氏九郎颯爽記 濡れ髪二刀流 / 制作：東映京都 役名：源氏九郎
53. 1957年04月30日 隼人族の叛乱 / 制作：東映京都 役名：桂原主税介
54. 1957年07月13日 大菩薩峠 / 制作：東映京都 役名：宇津木兵馬
55. 1957年08月11日 水戸黄門 / 制作：東映京都 役名：宇之吉
56. 1957年09月15日 ゆうれい船 怒濤篇 / 制作：東映京都
57. 1957年09月23日 ゆうれい船 後篇 / 制作：東映京都
58. 1957年11月10日 恋風道中 / 制作：東映京都
59. 1958年01月03日 任侠東海道 / 制作：東映京都 役名：桶屋の鬼吉
60. 1958年01月15日 おしどり駕籠 / 制作：東映京都
61. 1958年02月05日 江戸の名物男 一心太助 / 制作：東映京都
62. 1958年03月11日 源氏九郎颯爽記 白狐二刀流 / 制作：東映京都 役名：源氏九郎
63. 1958年04月15日 風と女と旅鴉 / 制作：東映京都 役名：風間の銀次
64. 1958年04月21日 大菩薩峠 第二部 / 制作：東映京都 役名：宇津木兵馬
65. 1958年06月29日 清水港の名物男 遠州森の石松 / 制作：東映京都
66. 1958年07月13日 殿さま弥次喜多 怪談道中 / 制作：東映京都 役名：徳川宗長
67. 1958年08月12日 旗本退屈男 / 制作：東映京都 役名：揚羽の蝶次
68. 1958年09月03日 剣は知っていた 紅顔無双流 / 制作：東映京都
69. 1958年10月01日 隠密七生記 / 制作：東映京都
70. 1958年10月22日 一心太助 天下の一大事/ 制作：東映京都 役名：一心太助、徳川家光
71. 1958年12月02日 浅間の暴れん坊 / 制作：東映京都
72. 1959年01月03日 殿さま弥次喜多 捕物道中 / 制作：東映京都
73. 1959年01月15日 忠臣蔵 櫻花の巻・菊花の巻 / 制作：東映京都 役名：浅野内匠頭
74. 1959年02月24日 美男城 / 制作：東映京都
75. 1959年04月01日 お役者文七捕物暦 蜘蛛の巣屋敷 / 制作：東映京都 役名：お役者文七
76. 1959年04月28日 大菩薩峠 完結篇 / 制作：東映京都 役名：宇津木兵馬
77. 1959年05月25日 独眼竜政宗 / 制作：東映京都
78. 1959年07月12日 水戸黄門 天下の副将軍 / 制作：東映京都
79. 1959年08月09日 血斗水滸伝 怒濤の対決 / 制作：東映京都
80. 1959年09月13日 浪花の恋の物語 / 制作：東映京都
81. 1959年10月25日 風雲児 織田信長 / 制作：東映京都
82. 1959年11月29日 一心太助 男の中の男一匹 / 制作：東映京都
83. 1960年01月03日 任侠中仙道 / 制作：東映京都
84. 1960年01月15日 殿さま弥次喜多 / 制作：東映京都
85. 1960年02月23日 弥太郎笠 / 制作：東映京都
86. 1960年06月05日 暴れん坊兄弟 / 制作：東映京都
87. 1960年06月21日 親鸞 / 制作：東映京都
88. 1960年08月07日 水戸黄門 / 制作：東映京都 役名：放駒の四郎吉
89. 1960年09月27日 続 親鸞 / 制作：東映京都
90. 1960年11月22日 森の石松鬼より恐い / 制作：東映京都
91. 1960年12月27日 若き日の次郎長 東海の顔役 / 制作：東映京都
92. 1961年01月03日 家光と彦左と一心太助/ 制作：東映京都
93. 1961年03月12日 江戸っ子奉行 天下を斬る男 / 制作：東映京都
94. 1961年03月28日 赤穂浪士 / 制作：東映京都 役名：脇坂淡路守
95. 1961年05月27日 宮本武蔵 / 制作：東映京都 役名：新免武蔵
96. 1961年06月21日 若き日の次郎長 東海一の若親分 / 制作：東映京都
97. 1961年08月26日 江戸っ子繁昌記 / 制作：東映京都
98. 1961年11月08日 反逆児 / 制作：東映京都 役名：三郎信康
99. 1962年01月03日 若き日の次郎長 東海道のつむじ風 / 制作：東映京都
100. 1962年01月14日 瞼の母 / 制作：東映京都 役名：番場の忠太郎
101. 1962年03月07日 源氏九郎颯爽記 秘剣揚羽の蝶 / 制作：東映京都 役名：源氏九郎 初音の鼓
102. 1962年03月25日 千姫と秀頼 / 制作：東映京都
103. 1962年06月10日 ちいさこべ 第一部 / 制作：東映京都 役名：大留の茂次
104. 1962年06月10日 ちいさこべ 第二部 / 制作：東映京都 役名：大留の茂次
105. 1962年09月22日 次郎長と小天狗 殴り込み甲州路 / 制作：東映京都
106. 1962年11月17日 宮本武蔵 般若坂の決斗 / 制作：東映京都 役名：宮本武蔵
107. 1963年01月03日 勢揃い東海道 / 制作：東映京都
108. 1963年01月15日 一心太助 男一匹道中記 / 制作：東映京都
109. 1963年04月28日 武士道残酷物語 /Bushido - Sie lieben und sie töten/ ベルリン国際映画祭グランプリ（金熊賞）受賞作品。制作：東映京都
110. 1963年06月02日 真田風雲録 / 制作：東映京都 役名：はなれ猿の佐助
111. 1963年08月14日 宮本武蔵 二刀流開眼 / 制作：東映京都 役名：宮本武蔵
112. 1963年11月20日 関の弥太っぺ / 制作：東映京都 役名：関の弥太郎
113. 1964年01月01日 宮本武蔵 一乗寺の決斗 / 制作：東映京都 役名：宮本武蔵
114. 1964年06月27日 鮫 / 制作：東映京都
115. 1964年08月13日 日本侠客伝 / 制作：東映京都
116. 1964年11月01日 仇討 / 制作：東映京都
117. 1965年01月03日 徳川家康 / 制作：東映京都 役名：織田信長
118. 1965年04月10日 冷飯とおさんとちゃん / 制作：東映京都 役名：柴山大四郎、参太（大工）、重吉（火鉢職人）
119. 1965年05月22日 股旅三人やくざ / 制作：東映京都
120. 1965年09月04日 宮本武蔵 巌流島の決斗 / 制作：東映京都 役名：宮本武蔵
121. 1965年11月20日 花と龍 / 制作：東映京都 役名：玉井金五郎
122. 1966年01月13日 続花と龍 洞海湾の決斗 / 制作：東映京都 役名：玉井金五郎
123. 1966年04月01日 沓掛時次郎 遊侠一匹/ 制作：東映京都 役名：沓掛時次郎
124. 1966年05月21日 丹下左膳 飛燕居合斬り / 制作：東映京都
125. 1968年11月23日 祇園祭 / 制作：日本映画復興協会 役名：新吉（染物職人）
126. 1969年03月01日 風林火山 / 原作：井上靖。制作：三船プロ 役名：武田信玄
127. 1969年05月01日 御用金 / 制作：フジテレビジョン＝東京映画
128. 1969年09月13日 尻啖え孫市 / 制作：大映京都 役名：雑賀孫市
129. 1969年09月20日 地獄変 / 制作：東宝
130. 1969年12月05日 新選組 / 制作：三船プロ 役名：有馬勝太
131. 1970年02月14日 幕末/ 制作：中村プロ 役名：坂本竜馬
132. 1970年03月21日 待ち伏せ / 制作：三船プロ 役名：伊吹兵馬
133. 1970年10月17日 商魂一代 天下の暴れん坊 / 制作：東宝
134. 1971年02月20日 真剣勝負 / 制作：東宝 役名：宮本武蔵
135. 1971年05月22日 暁の挑戦 / 制作：フジテレビジョン＝新国劇映画
136. 1978年01月21日 柳生一族の陰謀 / 制作：東映京都＝東映太秦映画村 役名：柳生但馬守宗矩
137. 1978年10月28日 赤穂城断絶 / 制作：東映京都＝東映太秦映画村 役名：大石内蔵助
138. 1979年03月10日 日蓮 / 制作：永田プロ 役名：日蓮
139. 1979年09月01日 真田幸村の謀略 / 制作：東映京都
140. 1980年05月24日 徳川一族の崩壊 / 制作：東映京都 役名：松平容保
141. 1981年04月11日 ちゃんばらグラフィティー 斬る! / （※過去のさまざまな東映時代劇映画の総集編）。制作：東映京都
142. 1981年04月11日 仕掛人梅安 / 制作：東映＝東映太秦映画村
143. 1982年01月23日 青春の門 自立篇 / 制作：東映京都 役名：二木英治
144. 1985年11月16日 最後の博徒 / 制作：東映京都 役名：清島春信
145. 1989年10月07日 千利休 本覺坊遺文 / ヴェネツィア国際映画祭サン・マルコ銀獅子賞受賞作品。制作：西友 役名：織田有楽斎

### テレビ作品
- 暗闇の丑松 （1966年、NET）
- いのち （1966年、NET）
- 泣いてたまるか （1966年、TBS）
- 真田幸村 （1966年、TBS）
- 江戸一番の大泥棒 （1968年、NTV）
- 魔像・十七の首 （1969年、ABC）
- 大河ドラマ（NHK）
  - 春の坂道（1971年） - 柳生宗矩[16]
  - 花の乱（1994年） - 山名宗全
- 大忠臣蔵 （1971年、NET） - 脇坂淡路守
- さすらいの狼 （1972年 NET） - 速水竜之進
- 長谷川伸シリーズ（1973年、NET）
  - 第15 - 16話 「関の弥太っぺ」
  - 第26話 「直八子供旅」
- 弥太郎笠 （1973年、NET）
- 子連れ狼 （1973年 - 1976年 NTV） - 拝一刀
- 破れ傘刀舟悪人狩り （1974年 - 1977年 NET） - 叶刀舟
- 長崎犯科帳 （1975年 NTV） - 平松忠四郎
- 破れ奉行 （1977年 ANB） - 速水右近
- 柳生一族の陰謀 （1978年、KTV） - 徳川義直
- 破れ新九郎 （1978年 - 1979年 ANB） - 新九郎
- 赤穂浪士（1979年 ANB） - 大石内蔵助
- 鬼平犯科帳 （1980年 - 1982年 ANB） - 長谷川平蔵
- 新春ワイド時代劇（TX）
  - それからの武蔵 （1981年） - 宮本武蔵
  - 竜馬がゆく （1982年） - 坂本竜馬
- 時代劇スペシャル（CX）
  - 日本犯科帳・隠密奉行（1981年 - 1982年） - 朝日奈河内守正清
  - 宿命剣 鬼走り （1981年） - 小関十太夫
  - 子連れ狼（1984年） - 拝一刀
- 柳生新陰流（1982年 TX） - 柳生宗矩
- お春捕物日記〜危うし!大岡越前 （1982年、フジテレビ） - 大岡越前守
- 弐十手物語（1984年、フジテレビ）- 大岡越前守 ※特別出演
- 武蔵坊弁慶（NHK新大型時代劇 1986年 NHK） - 藤原秀衡
- ばら色の人生（1987年 NHK）
- 銭形平次（1987年 NTV） - 笹野弥三郎
- 田原坂（1987年 NTV） - 勝海舟
- 赤ひげ（1989年 TBS） - 新出去定
- 柳生武芸帳（1990年 NTV） - 柳生但馬守 / 山田浮月斉
- 名奉行 遠山の金さんスペシャル「江戸は燃えているか!加賀百万石の陰謀」（1990年 テレビ朝日 / 東映） - 日向内記
- 若さま侍捕物帖 新春時代劇スペシャル（1991年 ANB / 東映）
- 雲霧仁左衛門（1991年 CX / 東映） - 雲霧仁左衛門
- 御金蔵破り（1992年 CX / 東映） - 煙の富蔵
- 四匹の用心棒 (5) かかし半兵衛無頼旅（1993年、ANB / 東映） - 脇坂淡路守 ※特別出演
- 大忠臣蔵（1994年、TBS大型時代劇スペシャル） - 脇坂安照 ※特別出演
- 鬼麿斬人剣 （1995年 ANB・東映） - 源清麿
- 文吾捕物絵図 張り込み（1996年 TX） - 卯助
- 土曜ドラマ カンパニー（1996年、NHK）

### CM
- エスエス製薬 - エスカップ